# Carlo Simoncini e Sady Serafini

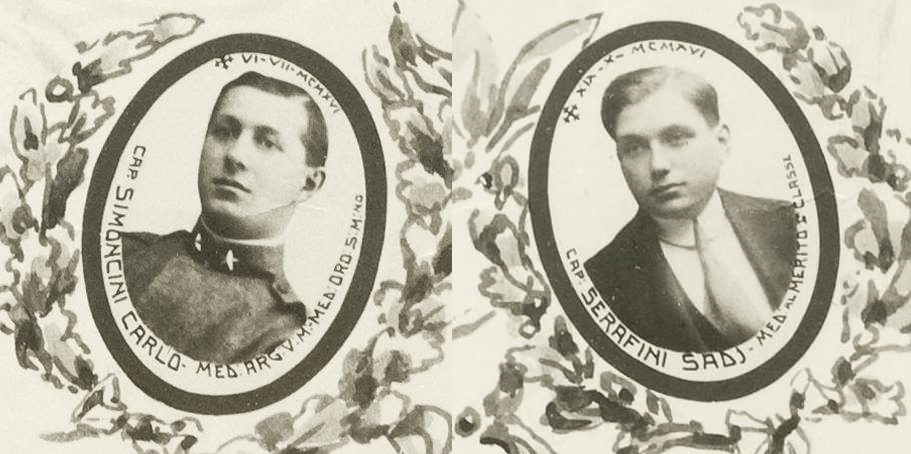
Carlo Simoncini e Sady Serafini

Carlo Simoncini (Città di San Marino, 12 febbraio 1892 – Lucinico, 9 luglio 1916) e 
 
Sady Serafini (Città di San Marino, 20 giugno 1894 – Gorizia, 12 ottobre 1916) furono gli unici due sammarinesi caduti durante la prima guerra mondiale, entrambi volontari nel Regio Esercito.

## Biografia

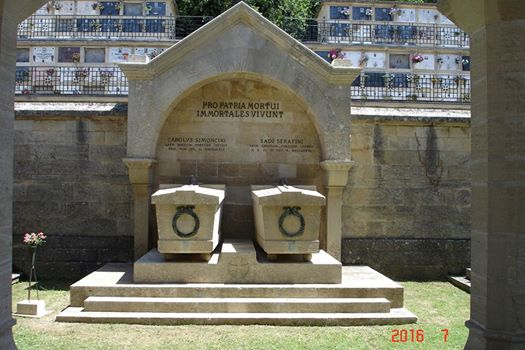
La tomba di Carlo Simoncini e Sady Serafini, eretta nel 1929 nel cimitero di Montalbo a Città di San Marino

Nati a San Marino, Carlo Simoncini si trasferì con la famiglia a Trieste, dove lavorò nella marina mercantile astroungarica, mentre Sady Serafini si trasferì a Torino, dove lavorò come contabile. 
Con l'inizio della prima guerra mondiale ritornarono a San Marino e risposero all'appello di Giuliano Gozi del 4 giugno 1915 per arruolarsi nel Regio Esercito. 
Carlo venne iscritto come volontario a Forlì ed entrò nel 3º reggimento di artiglieria di montagna, mentre Sady venne iscritto come volontario a Rimini ed entrò nel 1º reggimento di artiglieria di Rimini, entrambi acquartierati presso la caserma D'Azeglio di Bologna prima di partire per il fronte sull'Isonzo.
Carlo sfuggì ad una granata shrapnel e raccolse la culatta, che inviò in Repubblica, ma il 9 luglio a Lucinico nei pressi di Gorizia, mentre era intento a posizionare un cannone, morì per lo scoppio di una granata e venne sepolto nel cimitero di Mossa.
Sady morì ad ottobre a causa delle ferite riportate in combattimento e venne sepolto nel cimitero di Gorizia.

## Commemorazioni postume
Sady Serafini è immortalato come un bambino in fasce nella tempera di Emilio Retrosi nella sala del Consiglio Grande e Generale del Palazzo Pubblico e venne decorato con la Medaglia d'argento al valore militare.
I due sammarinesi furono ricordati con il discorso "Olocausto sammarinese" a Trieste il 19 dicembre 1918 dal futuro Capitano Reggente del Partito Fascista Sammarinese Manlio Gozi.
Nell'ottobre del 1925 le due salme tornarono a San Marino e, dopo una solenne cerimonia, furono deposte nella cappella di San Pietro, vicino alla Basilica, dove rimasero esposte per una settimana.
Il 13 ottobre 1927 il Consiglio Grande e Generale decorò entrambi con la Medaglia d'oro di 1ª classe al valore e il 29 ottobre venne inaugurata l'Ara dei Volontari alla presenza dell'onorevole Giovanni Giuriati in rappresentanza del governo italiano e dei Capitani Reggenti Gino Gozi e Marino Morri. Sull'Ara sono incisi i loro nomi.
Il 29 settembre 1929 venne inaugurata con una cerimonia ufficiale la loro tomba monumentale, disegnata dal romano Vincenzo Maraldi, al cimitero di Montalbo a Città di San Marino.
Il 6 luglio 2016 si è svolta una cerimonia ufficiale presso le loro tombe.

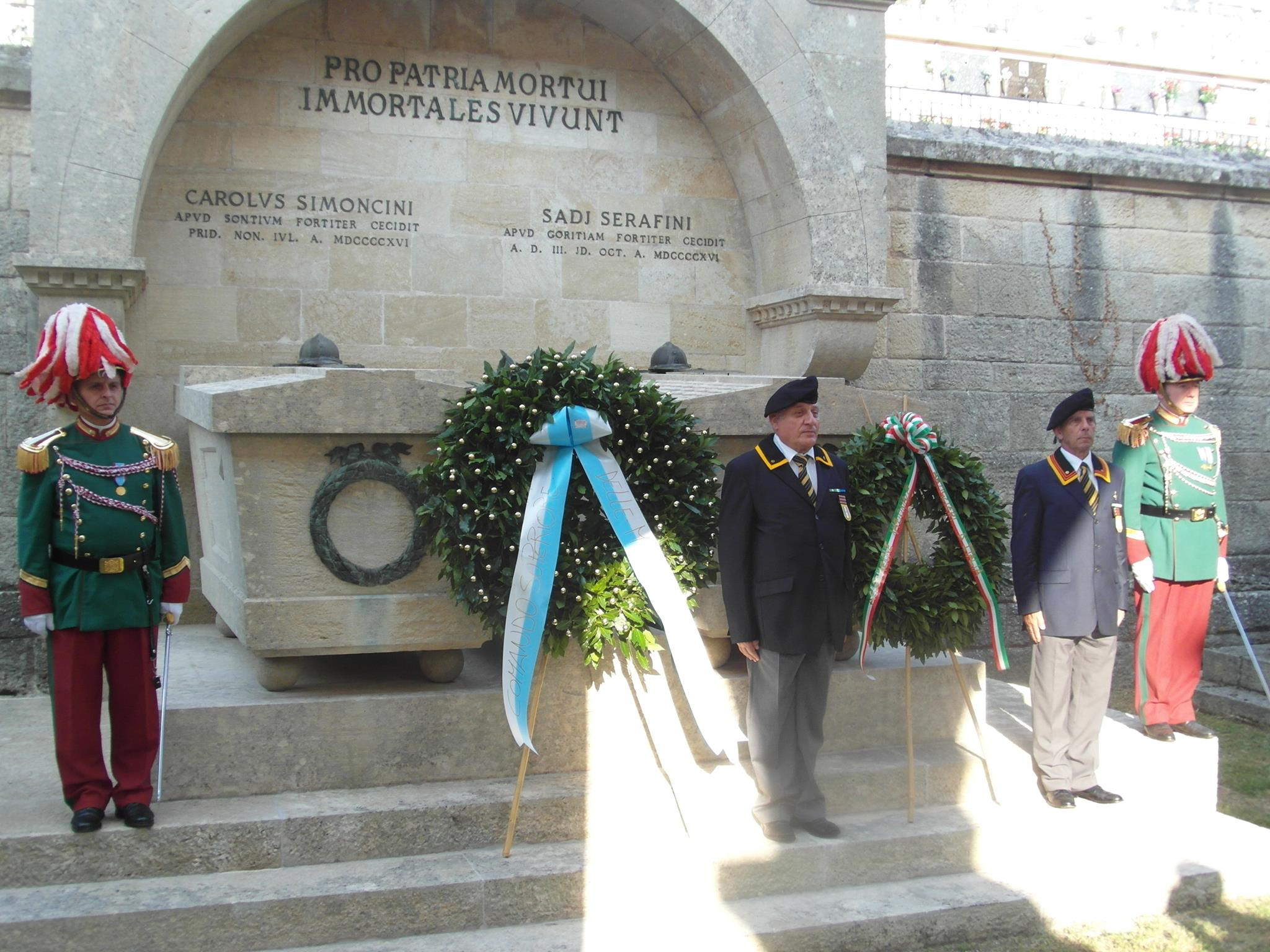
La commemorazione in onore di Carlo Simoncini e Sady Serafini, a un secolo dalla morte, il 6 luglio 2016

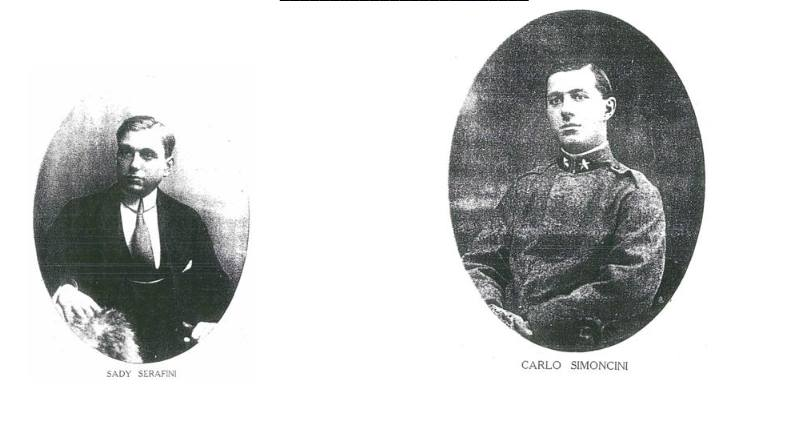
Carlo Simoncini e Sady Serafini